# Ridge Holland
Luke Menzies (Batley, 29 de mayo de 1988) es un luchador profesional inglés y exjugador profesional de fútbol de la liga de rugby. Actualmente está firmado con la WWE, actuando en la marca de lucha NXT bajo el nombre de Ridge Holland.

## Carrera como jugador de rugby
Menzies firmó con Hull Kingston Rovers en septiembre de 2007, haciendo una aparición en la Super League en 2008. Después de abandonar Hull Kingston Rovers, Menzies apareció para varios clubes de la liga inferior, incluidos Batley Bulldogs, Oldham , Dewsbury Rams, Hunslet y Swinton Lions .
En 2014, Menzies se unió a los Salford Red Devils, haciendo una aparición para el club. En marzo de 2015, se unió a los Caballeros de la Ciudad de York en un período de préstamo. En junio del mismo año se unió a Halifax, también en préstamo. En 2017 se unió al club canadiense Toronto Wolfpack para su temporada inaugural.

## Carrera como luchador profesional

### Circuito independiente (2016-2018)
Menzies comenzó a entrenar para convertirse en un luchador profesional con Marty Jones, debutando en el circuito independiente del Reino Unido en marzo de 2016.

### WWE

#### NXT UK (2016, 2018-2020)
En noviembre de 2016, Menzies asistió a una prueba para WWE. En mayo de 2018, después de hacer más apariciones en el circuito independiente del Reino Unido, se anunció que Menzies había firmado con WWE. En la edición de NXT del 29 de agosto de 2018, Menzies hizo su debut televisado, perdiendo ante Keith Lee. En enero de 2019 apareció en primera fila en NXT UK Takeover Blackpool, lo que sugiere que podría aparecer en la marca en el futuro. 
En el NXT UK transmitido el 5 de marzo derrotó a Saxon Huxley.

#### NXT (2020-2021)
Holland está listo para hacer su primera aparición en NXT desde 2018, participando en un combate de triple amenaza contra Oney Lorcan y Damian Priest donde el ganador pasará a NXT TakeOver XXX para competir en un combate de escalera por el vacante Campeonato Norteamericano de NXT. En la edición del 7 de agosto de NXT, Holland participó en el combate de triple amenaza del contendiente #1 contra Oney Lorcan y Damian Priest. Priest ganaría el partido después de inmovilizar a Lorcan. Más tarde, el gerente general de NXT, William Regal, anunció que Dexter Lumis se había retirado del combate de escalera en NXT TakeOver XXX debido a una lesión en el tobillo, y dado que Ridge Holland no fue inmovilizado ni sometido en su combate, se enfrentará a Johnny Gargano en el episodio del 19 de agosto de NXT en un combate de segunda oportunidad.

#### SmackDown (2021-2023)
Como parte del Draft 2021, Holland fue seleccionado para la marca SmackDown. En el episodio del 5 de noviembre de SmackDown, durante una entrevista entre bastidores, Holland se refirió a Sheamus como su ídolo. En el episodio del 19 de noviembre, Holland ayudó a Sheamus a derrotar a Cesaro, Ricochet y Jinder Mahal en una Fatal 4 Way match, iniciando una alianza entre los dos. Holland hizo su debut en el ring la semana siguiente en SmackDown, donde perdió ante Cesaro, así como una Black Friday Invitational Battle Royal para determinar el contendiente #1 por el Campeonato Universal de la WWE de Roman Reigns más tarde esa noche. Se fijó una revancha ante Cesaro para el episodio del 17 de diciembre de SmackDown, que finalmente ganó.
Inició el 2022 con una victoria junto a Sheamus ante Cesaro y Ricochet en el evento Day 1. Durante ese combate, Holland sufrió una fractura en la nariz por parte de Ricochet y fue removida a mitad del mismo. El 29 de enero de 2022 en Royal Rumble, Holland participó en su primer Men's Royal Rumble match en el puesto #5, con una duración de 19 minutos antes de ser eliminado por AJ Styles. Días después en SmackDown, Holland & Sheamus derrotaron a Cesaro & Ricochet por tercera ocasión. En el episodio del 11 de marzo de SmackDown, se enfrentaron a The New Day (Big E & Kofi Kingston), en el cual Big E se lesionó gravemente el cuello después de que Holland aplicara un Belly to Belly en ringside, lo que resultó en que Big E aterrizara en la parte superior de su cabeza; luego fue colocado en una camilla, llegando a pedir disculpas en redes sociales horas más tarde. En ese mismo episodio, él y Sheamus presentaron a Butch (también conocido como Pete Dunne) como parte del stable. En WrestleMania 38, el dúo se llevó la victoria sobre The New Day en tan solo 1 minuto. Más adelante, el tridente pasaría oficialmente a llamarse The Brawling Brutes. En el evento Clash at the Castle, realizado en Galés, junto con Butch respaldaron a Sheamus en su lucha titular contra Gunther que sería aclamado por la crítica; aunque Sheamus no tuvo éxito, recibió una ovación de pie de la multitud de Cardiff, lo que efectivamente hizo que The Brawling Brutes cambiaran a face en el proceso. En el episodio del 16 de septiembre, Butch & Holland ganaron una Fatal 4 Way match para convertirse en los contendientes #1 por el Campeonato Indiscutible en Parejas de la WWE. La semana siguiente, se enfrentaron a los campeones The Usos por los títulos en un esfuerzo por perder después de la interferencia de Imperium (Ludwig Kaiser & Giovanni Vinci).
En el SmackDown WrestleMania Edition, participó en el André the Giant Memorial Battle Royal, sin embargo fue eliminado por Bronson Reed.
Comenzando el 2024, en NXT New Year's Evil, concedió una entrevista sobre su desastrosa racha lesionado sin querer a los luchadores. Tras esto, la siguiente semana en NXT, tras bambalinas Gallus (Joe Coffey, Mark Coffey & Wolfgang) se burlaron de él, por lo que la siguiente semana en NXT, derrotó a Joe Coffey pero después del combate, fue atacado por los demás miembros de Gallus.

#### Regreso a NXT (2023-presente)
Holland regresó a la marca NXT el episodio del 19 de diciembre de NXT, desafiando al Campeón de NXT Ilja Dragunov a una pelea por el título, que Dragunov aceptó. Durante el partido, Holland dejó caer a Dragunov sobre su cabeza, lo que provocó que aparentemente (kayfabe) se lastimara el cuello (haciendo referencia a la forma en que Holland lastimó a Big E el año anterior) y tuvo que ser retirado en camilla.

#### Retiro de la lucha libre
Debido a que Hollan decidió priorizar su salud mental, el luchador anunció su retiro de forma indefinida de la lucha libre.. La WWE lo retiró de su roster oficial.

## Campeonatos y logros
- 3 Count Wrestling
  - 3CW Championship (1 vez)

- WWE
  - NXT Tag Team Championship (1 vez) - con Andre Chase

- Pro Wrestling Illustrated
  - Situado en el Nº291 en los PWI 500 de 2022[13]